# Stor-Laxsjön, Medelpad
Stor-Laxsjön är en sjö i Timrå kommun i Medelpad och ingår i Indalsälvens huvudavrinningsområde. Sjön har en area på 11,4 kvadratkilometer och ligger 267 meter över havet. Sjön avvattnas av vattendraget Laxsjöån (Lagforsån). Vid provfiske har bland annat abborre, bergsimpa, gers och gädda fångats i sjön.

## Delavrinningsområde
Stor-Laxsjön ingår i det delavrinningsområde (696411-157165) som SMHI kallar för Utloppet av Stor-Laxsjön. Medelhöjden är 304 meter över havet och ytan är 38,1 kvadratkilometer. Räknas de 19 avrinningsområdena uppströms in blir den ackumulerade arean 137,1 kvadratkilometer. Laxsjöån (Lagforsån) som avvattnar avrinningsområdet har biflödesordning 2, vilket innebär att vattnet flödar genom totalt 2 vattendrag innan det når havet efter 48 kilometer. Avrinningsområdet består mestadels av skog (62 procent). Avrinningsområdet har 11,35 kvadratkilometer vattenytor vilket ger det en sjöprocent på 29,8 procent.

## Fisk
Vid provfiske har följande fisk fångats i sjön:
- Abborre
- Bergsimpa
- Gärs
- Gädda
- Lake
- Mört
- Sik
- Stensimpa
- Öring